# Procol Harum
Procol Harum és una banda britànica formada a la dècada de 1960. Són més coneguts pel seu compacte "A Whiter Shade of Pale", considerat un clàssic de la música popular i un dels pocs "singles" que ha venut més de 10 milions de còpies. Per a aquesta cançó, van ser nominats al Premi Grammy a la millor actuació pop d'un duo o grup el 1968 i van guanyar un Premi Brit al millor "single" britànic el 1977.
El seu gerent va escollir el nom de la banda, inspirat en el nom d'un gat d'un amic. Traduït del llatí, significa alguna cosa com "A través d'aquestes coses".
El juliol de 2009, Matthew Fisher va guanyar un judici al tribunal britànic atorgant el 40% dels drets d'autor a partir del 2005 per "A Whiter Shade of Pale", que ja havia passat el 50% a Brooker per música i el 50% a Reid per les lletres.
El 2018, la banda va rebre el premi al Rock and Roll Hall of Fame quan es va introduir "A Whiter Shade of Pale" a la categoria de "singles". Abans, el 1998, la cançó ja havia entrat al Grammy Hall of Fame.